# Daskalio (Kefalonia)
Daskalio (griechisch Δασκαλειό (n. sg.), Aussprache [ðaskaˈljɔ]) ist eine kleine Insel in der Straße von Ithaka, rund 750 Meter von der Ostküste Kefalonias entfernt. Sie gehört zum Gemeindebezirk Erisos der Gemeinde Kefalonia. In der Antike trug die Insel den Namen Asteris (altgriechisch Ἀστερίς) und wurde mit einer in Homers Odyssee erwähnten Insel mit zwei Häfen identifiziert, auf der Penelopes Freier dem von Pylos kommenden Telemach auflauerten. Diese These wurde verschiedentlich bestritten, unter anderem von Wilhelm Dörpfeld, der das Ithaka Homers mit dem heutigen Lefkada gleichsetzte und Arkoudi für das besagte Asteris hielt. Befürworter der Theorie, Daskalio sei die besagte Insel, haben auf die beiden Naturhäfen von Fiskardo auf Kefalonia nördlich der Insel verwiesen, die den bei Homer erwähnten entsprächen. 
Auf der unbewohnten Insel befinden sich eine kleine Kapelle des Heiligen Nikolaus (Agios Nikolaos), Reste einer älteren, das Mauerwerk eines Turms, von dem aus die Straße von Ithaka kontrolliert werden konnte, sowie Steinreste antiker Bauten.